# Формула-1 — Гран-прі Франції 1952
Гран-прі Франції 1952 року (фр. XXXIX Grand Prix de l'ACF) — четвертий етап чемпіонату світу 1952 року з автоперегонів у класі Формула-1, що відбувся 6 липня на трасі Руан. Проходив згідно з правилами Формули-2 і більше нагадував перегони на витривалість. Змагання тривало рівно три години і переможець визначався відповідно до найбільшої пройденої дистанції. Ним став Альберто Аскарі, що проїхав 240 миль.

## Вхідні заявки
| №  | Пілот              | Команда                | Конструктор    | Шасі              | Двигун                  | Гума |
| -- | ------------------ | ---------------------- | -------------- | ----------------- | ----------------------- | ---- |
| 2  | Робер Манзон       | Equipe Gordini         | Gordini        | Gordini T16       | Gordini 20 2.0 L6       | E    |
| 4  | Жан Бера           | Equipe Gordini         | Gordini        | Gordini T16       | Gordini 20 2.0 L6       | E    |
| 6  | Принц Біра         | Equipe Gordini         | Gordini        | Gordini T16       | Gordini 20 2.0 L6       | E    |
| 8  | Альберто Аскарі    | Scuderia Ferrari       | Ferrari        | Ferrari 500       | Ferrari Type 500 2.0 L4 | P    |
| 10 | Ніно Фаріна        | Scuderia Ferrari       | Ferrari        | Ferrari 500       | Ferrari Type 500 2.0 L4 | P    |
| 12 | П'єро Таруффі      | Scuderia Ferrari       | Ferrari        | Ferrari 500       | Ferrari Type 500 2.0 L4 | P    |
| 14 | Луї Розьє          | Écurie Rosier          | Ferrari        | Ferrari 500       | Ferrari Type 500 2.0 L4 | D    |
| 16 | Туло де Ґраффенрід | Enrico Platé           | Maserati-Platé | Maserati 4CLT-50  | Platé 2.0 L4            | P    |
| 18 | Гаррі Шелл         | Enrico Platé           | Maserati-Platé | Maserati 4CLT-48  | Platé 2.0 L4            | P    |
| 20 | Ленс Маклін        | HW Motors              | HWM-Alta       | HWM 52            | Alta F2 2.0 L4          | D    |
| 22 | Пітер Коллінз      | HW Motors              | HWM-Alta       | HWM 52            | Alta F2 2.0 L4          | D    |
| 24 | Ів Жіро-Кабанту    | HW Motors              | HWM-Alta       | HWM 52            | Alta F2 2.0 L4          | D    |
| 26 | Пітер Вайтхед      | Peter Whitehead        | Alta           | Alta              | Alta F2 2.0 L4          | D    |
| 28 | Філіп Етанселен    | Escuderia Bandeirantes | Maserati       | Maserati A6GCM    | Maserati A6G 2.0 L6     | P    |
| 30 | Шико Ланді         | Escuderia Bandeirantes | Maserati       | Maserati A6GCM    | Maserati A6G 2.0 L6     | P    |
| 32 | Джонні Клаес       | Ecurie Belge           | Simca-Gordini  | Simca-Gordini T15 | Gordini 1500 1.5 L4     | E    |
| 34 | Руді Фішер         | Ecurie Espadon         | Ferrari        | Ferrari 212       | Ferrari 125 F1 1.5 V12  | P    |
| 38 | Франко Комотті     | Scuderia Marzotto      | Ferrari        | Ferrari 166F2-50  | Ferrari 125 F1 1.5 V12  | P    |
| 40 | П'єро Каріні       | Scuderia Marzotto      | Ferrari        | Ferrari 166F2-50  | Ferrari 125 F1 1.5 V12  | P    |
| 42 | Майк Хоторн        | Archie Bryde           | Cooper-Bristol | Cooper T20        | Bristol BS1 2.0 L6      | D    |
| 44 | Моріс Трентіньян   | Equipe Gordini         | Simca-Gordini  | Simca-Gordini T15 | Gordini 1500 1.5 L4     | E    |

- Автомобіль №12 зазвичай пілотував Луїджі Віллорезі. Цього разу через травми він не зміг узяти участь в гран-прі, і болід передали П'єро Таруффі;
- Шико Ланді відмовився від участі у заході перед практикою;
- Ейтель Кантоні також подав заявку на участь у перегонах на автівці №28, але участі у гонці не брав.[1]
- Вітторіо Мардзотто, Серджіо Сіґінольфі та Редж Парнелл були заявлені як запасні пілоти для болідів під номерами 38, 40 та 42 відповідно. Протягом гран-прі їхня допомога не знадобилась.[2]

## Кваліфікація
|    | Пілот              | Команда       | Час    | Відставання |
| -- | ------------------ | ------------- | ------ | ----------- |
| 1  | Альберто Аскарі    | Феррарі       | 2:14.8 | —           |
| 2  | Ніно Фаріна        | Феррарі       | 2:16.2 | + 1.4       |
| 3  | П'єро Таруффі      | Феррарі       | 2:17.1 | + 2.3       |
| 4  | Жан Бера           | Ґордіні       | 2:19.3 | + 4.5       |
| 5  | Робер Манзон       | Ґордіні       | 2:20.4 | + 5.6       |
| 6  | Моріс Трентіньян   | Ґордіні       | 2:21.6 | + 6.8       |
| 7  | Пітер Коллінз      | HW Motors     | 2:21.9 | + 7.1       |
| 8  | Принц Біра         | Ґордіні       | 2:23.0 | + 8.2       |
| 9  | Луї Розьє          | Розьє         | 2:27.0 | + 12.2      |
| 10 | Ів Жіро-Кабанту    | HW Motors     | 2:27.5 | + 12.7      |
| 11 | Туло де Ґраффенрід | Енріко Пляте  | 2:28.6 | + 13.8      |
| 12 | Гаррі Шелл         | Енріко Пляте  | 2:29.0 | + 14.2      |
| 13 | Пітер Вайтхед      | Пітер Вайтхед | 2:29.5 | + 14.7      |
| 14 | Ленс Маклін        | HW Motors     | 2:30.9 | + 16.1      |
| 15 | Майк Хоторн        | Арчі Брайд    | 2:32.0 | + 17.2      |
| 16 | Філіп Етанселен    | Бандеранте    | 2:33.7 | + 18.9      |
| 17 | Руді Фішер         | Еспандон      | 2:34.6 | + 19.8      |
| 18 | Франко Комотті     | Мардзотто     | 2:36.0 | + 21.2      |
| 19 | П'єро Каріні       | Мардзотто     | 2:37.7 | + 22.9      |
| 20 | Джонні Клаес       | Бельж         | 2:39.6 | + 24.8      |

## Перегони
|      | Пілот                         | Команда       | Кіл   | Дистанція                  | Старт | Очок |
| ---- | ----------------------------- | ------------- | ----- | -------------------------- | ----- | ---- |
| 1    | Альберто Аскарі               | Феррарі       | 76    | 240,20 милі                | 1     | 8+1  |
| 2    | Ніно Фаріна                   | Феррарі       | 76    | 239,63 милі                | 2     | 6    |
| 3    | П'єро Таруффі                 | Феррарі       | 75    | 236,48 милі                | 3     | 4    |
| 4    | Робер Манзон                  | Ґордіні       | 74    | 233,36 милі                | 5     | 3    |
| 5    | Моріс Трентіньян              | Ґордіні       | 72    | 227,02 милі                | 6     | 2    |
| 6    | Пітер Коллінз                 | HW Motors     | 70    | 220,71 милі                | 8     |      |
| 7    | Жан Бера                      | Ґордіні       | 70    | +6 кіл                     | 4     |      |
| 8    | Філіп Етанселен               | Бандеранте    | 70    | +6 кіл                     | 18    |      |
| 9    | Ленс Маклін                   | HW Motors     | 70    | +6 кіл                     | 14    |      |
| 10   | Ів Жіро-Кабанту               | HW Motors     | 68    | +8 кіл                     | 10    |      |
| 11   | Руді Фішер Пітер Хірт         | Еспандон      | 33    | +10 кіл                    | 17    |      |
| 12   | Франко Комотті                | Мардзотто     | 63    | +13 кіл                    | 16    |      |
| Схід | Принц Біра                    | Ґордіні       | 56    | задній міст                | 7     |      |
| Схід | Майк Хоторн                   | Арчі Брайд    | 51    | запалювання                | 15    |      |
| Схід | Туло де Ґраффенрід Гаррі Шелл | Енріко Пляте  | 20 14 | гальма                     | 12    |      |
| Схід | Пітер Вайтхед                 | Пітер Вайтхед | 17    | зчеплення                  | 13    |      |
| Схід | Луї Розьє                     | Розьє         | 17    | двигун                     | 9     |      |
| Схід | Джонні Клаес                  | Бельж         | 15    | двигун, шатун              | 20    |      |
| Схід | Гаррі Шелл                    | Енріко Пляте  | 7     | коробка передач            | 11    |      |
| Схід | П'єро Каріні                  | Мардзотто     | 2     | Прокладка головки циліндра | 19    |      |

## Кола лідирування
- 1—76 — Альберто Аскарі

## Передачі керування
- Автівку №16 перші двадцять кіл пілотував Туло де Ґраффенрід, наступні 14 — Гаррі Шелл.
- Автівку №34 33 кола пілотував Руді Фішер, наступні 33 — Пітер Хірт.

## Положення в чемпіонаті після Гран-прі
| Особистий залік \| Поз \| Пілот \| Очки \| \| --- \| --------------- \| ---- \| \| 1 \| Альберто Аскарі \| 18 \| \| 2 \| П'єро Таруффі \| 13 \| \| 3 \| Ніно Фаріна \| 12 \| \| 4 \| Трой Руттман \| 8 \| \| 5 \| Робер Манзон \| 7 \| |                 |      |
| Поз | Пілот           | Очки |
| 1 | Альберто Аскарі | 18   |
| 2 | П'єро Таруффі   | 13   |
| 3 | Ніно Фаріна     | 12   |
| 4 | Трой Руттман    | 8    |
| 5 | Робер Манзон    | 7    |

- Примітка: Тільки 5 позицій включені в обидві таблиці. До заліку йшли чотири найкращі результати кожного пілота.
- Кубок конструкторів тоді ще не було впроваджено.

## Цікаві факти
- Останнє гран-прі для Філіпа Етанселена.